# Mounaïm El Idrissy
Mounaïm El Idrissy, né le 10 février 1999 à Martigues en France, est un footballeur français qui joue au poste d'avant centre à l'ESTAC Troyes.

## Biographie

### En club

#### AC Ajaccio
Né à Martigues en France, Mounaïm El Idrissy débute le football amateur à l'US Marignane avant de signer à l'ES Vitrolles, ensuite au FC Septemes avant d'intégrer le centre de formation de l'Olympique de Marseille. Il y reste seulement une saison avant de rejoindre le SC Air Bel. 
En 2015, il signe à l'AC Ajaccio. C'est avec ce club qu'il joue son premier match en professionnel, le 19 octobre 2018, lors de la onzième journée de la saison 2018-2019 de Ligue 2, contre Le Havre AC. Il entre en jeu en cours de partie ce jour-là, et son équipe s'impose par trois buts à deux.
El Idrissy inscrit son premier but en professionnel le 2 août 2019, lors d'un match de championnat face au Grenoble Foot 38. Entré en jeu lors de cette rencontre, il donne la victoire aux siens à la 87e minute de jeu, en inscrivant le seul but de la partie. Le 28 janvier 2020, Mounaïm El Idrissy signe son premier contrat professionnel avec l'AC Ajaccio. Tout d'abord utilisé comme "joker" en faisant souvent des entrées en jeu, El Idrissy s'impose petit à petit dans le onze de départ du club corse au cours de l'année 2020.
Lors de la saison 2021-2022 El Idrissy participe à la montée du club en première division, l'AC Ajaccio terminant deuxième de Ligue 2 derrière le Toulouse FC retrouve l'élite du football français huit ans après l'avoir quittée.

#### KV Courtrai
Le 7 septembre 2023, Mounaïm El Idrissy rejoint la Belgique afin de s'engager en faveur du KV Courtrai. Il signe un contrat de trois ans plus une année supplémentaire en option.

#### ESTAC Troyes
Le 4 février 2025, Mounaïm El Idrissy rejoint la France afin de s'engager en faveur de l'ESTAC.

### En sélection
Le 18 août 2019, il est présélectionné par Patrice Beaumelle avec le Maroc olympique pour une double confrontation contre l'équipe du Mali olympique comptant pour les qualifications à la Coupe d'Afrique des moins de 23 ans.